# 奥林匹克烷
奥林匹克烷（Olympiadane）是一种機械互鎖結構分子，由五个类似奥运五环的互锁大环组成。分子是线性五联环烃或五聯索烃。它由Fraser Stoddart及其同事于1994年合成并命名。该分子出于对有机合成的可能性探索，并未考虑任何实际用途。类似的链环烃可能会用于分子计算机的构建。